# Acaena tenera
Acaena tenera é uma espécie de rosácea do gênero Acaena, pertencente à família Rosaceae.